# HC Olomouc
HC Olomouc is een Tsjechische ijshockeyclub, in het seizoen 2014/15 uitkomend in de Extraliga, het hoogste niveau van het land. De thuiswedstrijden worden gespeeld in het Zimní stadion, welke plaats biedt aan 5.500 toeschouwers.

## Geschiedenis
De club is in 1955 opgericht als Spartak Moravia Olomouc. Na het uiteenvallen van Tsjecho-Slowakije werd HC Olomouc de eerste kampioen van Tsjechië in het seizoen 1993/94. In 1997 werd de licentie verkocht waardoor de club van het hoogste niveau verdween. In het seizoen 2013/14 lukte het de club om promotie af te dwingen en voor het eerst sinds 17 jaar terug te keren naar de Extraliga.

## Naamswijzigingen
- 1955 – Spartak Moravia Olomouc (Tělovýchovná jednota Spartak Moravia Olomouc)
- 1958 – TJ Moravia Olomouc (Tělovýchovná jednota Moravia Olomouc)
- 1965 – TJ Moravia DS Olomouc (Tělovýchovná jednota Moravia Dopravní stavby Olomouc)
- 1979 – TJ DS Olomouc (Tělovýchovná jednota Dopravní stavby Olomouc)
- 1992 – HC Olomouc (Hockey Club Olomouc)
- 1997 – HC MBL Olomouc (Hockey Club MBL Olomouc)
- 2001 – HC Olomouc (Hockey Club Olomouc)

## Erelijst
| Nationaal sinds 1993 |    |         |
| Kampioen Extraliga   | 1× | 1993/94 |